# II. Lipót osztrák herceg
II. (Víg) Lipót (?, 1328 – ?, 1344. augusztus 10.) osztrák herceg 1339-től haláláig.

## Élete
1328-ban jött világra, Víg Ottó osztrák főherceg és első felesége, Wittelsbach Erzsébet bajor hercegnő második fiaként, Ausztriában. A szülők 1325. május 15-én keltek egybe. Apai nagyszülei: I. Albert német-római király és Görz-Tiroli Erzsébet hercegnő, míg anyai nagyszülei: I. István, Alsó-Bajorország hercege és Schweidnitzi Judit hercegnő voltak.
Egy édestestvére született, Frigyes, 1327. február 10-én. Miután anyjuk, Erzsébet 1331. március 25-én, Bécsben elhunyt, körülbelül 25 éves korában, özvegye, az akkor 33 esztendős Ottó újranősült 1335. február 16-án. Második hitvese a csupán 15 éves Luxemburg-i Anna cseh királyi hercegnő lett, ám tőle már sajnos nem született gyermeke, ráadásul rövid életű frigyüknek a fiatalasszony hirtelen halála vetett véget, 1338. szeptember 3-án, mindössze 19 éves korában.
Ottó nem nősült meg többé, s 1339. február 26-án, nem sokkal Anna után hunyt el, 37 évesen, Bécsben. Főhercegi rangját idősebbik fia, az akkor csupán 12 esztendős Frigyes örökölte meg, IV. Frigyes néven, ám úgy tudjuk, hogy nem nősült meg, s gyermeke sem született, ráadásul öt év múlva, már 17 évesen elhunyt, 1344. december 11-én. Lipót, aki II. Lipót néven bátyja társuralkodója volt, már 1344. augusztus 10-én, körülbelül 16 esztendősen meghalt, Ausztriában. Ő sem házasodott meg, s nem lettek örökösei, így vele és Frigyessel kihalt a családjuk ezen ága.